# Urraca López de Haro
Urraca López de Haro (1160 – Vileña, 1230), fu regina consorte di Léon in seguito al suo matrimonio con il re Ferdinando II.

## Origine
Urraca, secondo il Diccionario biográfico español, Real Academia de la Historia, era la figlia di Lope Díaz de Haro, signore di Biscaglia, Nájera e Haro e di Aldonza Ruiz de Castro, fondatori del monastero di Cañas.

## Biografia
Suo zio, Fernando Rodríguez de Castro il Castellano era un nobile nella cerchia del Re di León, Ferdinando II, che godeva di una notevole influenza sul sovrano, che fu ridotta, dopo che, verso il 1175 Ferdinando II aveva contratto un secondo matrimonio con Teresa Fernández de Traba, la cui famiglia divenne importante nel Regno di León.

### Primo matrimonio
Urraca sposò in prime nozze un parente di sua madre, Nuño Meléndez (?-1180), figlio di Melendo Núñez e di María Fróilaz. Ebbero una figlia:
- María Núñez (?-1255), citata assieme al fratellastro, Sancho in una donazione della madre, Urraca, datata 1195[5]

Ferdinando II, nel 1180 rimase vedovo della sua seconda moglie, Teresa Fernández de Traba e lo zio, Fernando Rodríguez de Castro riuscì ad avere influenza alla corte, e, in quello stesso periodo Urraca, verso il 1181, rimase vedova, per cui si recò presso lo zio alla corte di Fernando II.

### Secondo matrimonio
Intorno al 1182, divenne l'amante del re Fernando II. Grazie a ciò, lei e i suoi fratelli ricevettero molti doni dal sovrano. Nel 1186 suo fratello García López fu nominato luogotenente del re e nel 1187 l'altro fratello, Diego, ottenne il possesso dell'Estremadura. Si sposarono pochi anni dopo, nel maggio del 1187, e il re le diede diverse proprietà a Aguilar e Monteagudo. Ebbero tre figli:
- García Fernández, Infante di León (1181-1184), nato prima del matrimonio, come riporta lo storico e genealogista ungherese Szabolcs de Vajay, nel suo Estudios Genealogicos, Heraldicos Y Nobiliarios
- Alfonso Fernández (circa 1184-1188), nato prima del matrimonio, come riporta Szabolcs de Vajay
- Sancho, Infante di León (1186-1220), che sposò Teresa Díaz de Haro[8], signore di Monteagudo e Aguilar e alfiere del fratellastro Alfonso IX, sposò, nel 1204 circa, Teresa Diaz de Haro[9], da cui ebbe una figlia:
  -     - María Sánchez (1206- dopo il 1240), che sposò in prime nozze, Pedro Fernández de Castro e in seconde nozze, Gómez Enríquez de Deza[9].

Consapevole del fatto che suo marito si stava avvicinando alla fine della sua vita, tentò di far sì che il loro unico figlio superstite, Sancho, fosse nominato l'erede al trono contro gli interessi di Alfonso, incoronato poi come Alfonso IX di León, figlio di Fernando e la sua prima moglie Urraca del Portogallo, sostenendo che l'infante Alfonso era illegittimo poiché il matrimonio dei suoi genitori era stato annullato a causa della loro consanguineità. Il re Fernando allontanò suo figlio Alfonso dalla corte, e Urraca ottenne che il figliastro si ritirasse prima in Galizia, poi in Portogallo, presso i parenti della madre.
Il re Ferdinando II morì a Benavente, il 22 gennaio 1188; secondo gli Annales Compostellani morì nel 1187 (Era MCCXXV Fernandus Rex Legionis), mentre secondo gli Annali toledani Ferdinando II morì nel 1188 (Muriò el Rey D. Ferrando, fillo del Emperador, Era MCCXXVI).

A Ferdinando II succedette il primogenito Alfonso, che aveva ottenuto l'appoggio della maggior parte della nobiltà del Leon.
Urraca dovette rifugiarsi in Castiglia governata dal nipote di Ferdinando II, Alfonso VIII, affidando la protezione delle sue proprietà in León a suo fratello Diego. Tuttavia, Alfonso IX, preoccupato per il potere della famiglia Haro, raggiunse un accordo con il re Alfonso VIII e attaccò le fortezze di proprietà di Urraca nel regno di León.
Nel 1213, il conte Álvaro Núñez de Lara, sposato con la nipote della regina Urraca, Urraca Díaz de Haro le diede diverse proprietà, tra cui La Bureba, con cui in seguito fondò, nel 1222, il Monastero di Santa María la Real a Vileña, affidando la sua gestione ai cistercensi. Sebbene non fosse la badessa di questo monastero, divenne suora e fu sepolta in un sepolcro di pietra posto nel presbiterio della chiesa del monastero che fu trasferito successivamente al Museo di Vileña dopo che il monastero fu distrutto da un incendio 1970 e poi di nuovo al Museo di Burgos.

### Fonti primarie
- (LA)  (ES)  #ES España sagrada, Volume 23.
- (PT)  #ES Nobiliario de D. Pedro Conde de Bracelos.

### Letteratura storiografica
- (ES) Ricardo del Arco y Garay, Sepulcros de la Casa Real de Castilla, Madrid, Instituto Jerónimo Zurita. Consejo Superior de Investigaciones Científicas, 1954, OCLC 11366237.
- (FR) Ghislain Baury, Sainteté, Mémoire et lignage des abbesses cisterciennes de Castille au XII:la comptesse Urraca de Cañas (Av.1207-1262), in Anuario de Estudios Medievales, vol. 41, n. 1, January–June 2011,  pp. 151-182, ISSN 0066-5061 (WC · ACNP).
- Inocencio Cadiñanos Bardeci, El Monasterio de Santa María la Real de Vileña, su Museo y Cartulario, Burgos, Caja de Ahorros Municipal de Burgos, 1990, OCLC 627740127.
- José M. Canal Sánchez-Pagín, La Casa de Haro en León y Castilla durante el siglo XII: Nuevas conclusiones, in Anuario de Estudios Medievales (AEM), n. 25, 1995,  pp. 3-38, ISSN 0066-5061 (WC · ACNP).
- Guillermo Castán Lanaspa e Javier Castán Lanaspa, Documentos del Monasterio de Santa María de Trianos (Siglos XII-XIII), Salamanca, Ediciones Universidad de Salamanca, 1992, ISBN 84-7481-713-7.
- Alfonso García Leal, Los condes Fruela Muñoz y Pedro Fláinez: La formación de un patrimonio señorial, in Anuario de Estudios Medievales (AEM), n. 36/1, 2006,  pp. 1-100, ISSN 0066-5061 (WC · ACNP).
- Julio González, Regesta de Fernando II, León, C.S.I.C., Instituto Jerónimo Zurita, 1943, ISBN 84-86371-02-3.
- José Manuel Lizoain Garrido, Documentación del Monasterio de Las Huelgas de Burgos (1116-1230), Burgos, Ediciones J.M. Garrido Garrido, 1985, ISBN 84-86371-02-3.
- Isabel Oceja Gonzalo, Documentación del Monasterio de San Salvador de Oña (1032-1284), Burgos, Ediciones J.M. Garrido Garrido, 1997, ISBN 84-600-3307-4.
- Margarita Cecilia Torres Sevilla-Quiñones de León, Linajes nobiliarios de León y Castilla: Siglos IX-XIII, Salamanca, Junta de Castilla y León, Consejería de educación y cultura, 1999, ISBN 84-7846-781-5.